# Ulwembua denticulata
Ulwembua denticulata är en spindelart som beskrevs av Griswold 1987. Ulwembua denticulata ingår i släktet Ulwembua och familjen Cyatholipidae. Inga underarter finns listade i Catalogue of Life.